# Spilosoma rufomarginata
Spilosoma rufomarginata är en fjärilsart som beskrevs av Taco Hajo van Wisselingh 1961. Spilosoma rufomarginata ingår i släktet Spilosoma och familjen björnspinnare. Inga underarter finns listade i Catalogue of Life.